# Dan O'Connor
Daniel "Dan" O'Connor (Sídney, 13 de noviembre de 1978) es un actor y cantante australiano, conocido por haber interpretado a Ned Parker en la serie australiana Neighbours y a Ally Gorman en la serie británica Hollyoaks.

## Carrera
El 9 de agosto de 2005 se unió al elenco principal de la exitosa serie australiana Neighbours donde interpretó a Ned Parker hasta el 31 de julio de 2008 luego de que su personaje decidiera irse de Erinsborough.
En el 2011 apareció como invitado en un episodio de la serie Death in Paradise donde interpretó a Stefan.
El 31 de enero de 2012 se unió al elenco de la serie británica Hollyoaks donde interpreta al peligroso y misterioso Ally Gorman, hasta el 27 de noviembre del mismo año. En octubre del 2012 se anunció que Dan dejaría la serie.
En el 2013 apareció como invitado durante el sexto episodio de la primera temporada de la serie australiana Mr & Mrs Murder donde dio vida a Brody Bennett. Ese mismo año aparecerá como invitado en la serie Winners & Losers donde interpretará a Nate Simpson, un jugador de la AFL que se siente atraído por Sophie Wong (Melanie Vallejo).

## Filmografía

### Series de televisión
| Año         | Título                         | Personaje     | Notas                        |
| ----------- | ------------------------------ | ------------- | ---------------------------- |
| 2013        | Miss Fisher's Murder Mysteries | Vince Barlow  | episodio "Marked for Murder" |
| 2013        | Winners & Losers               | Nate Simpson  | 3 episodios                  |
| 2013        | Mr & Mrs Murder                | Brody Bennett | episodio "The Next Best Man" |
| 2012        | Hollyoaks                      | Ally Gorman   | 76 episodios                 |
| 2011        | Death in Paradise              | Stefan        | episodio # 1.2               |
| 2005 - 2008 | Neighbours                     | Ned Parker    | 456 episodios                |
| -           | Random Place                   | Bo Edwards    | -                            |

### Videos musicales
| Año  | Artista           | Canción          | Personaje | Notas                        |
| ---- | ----------------- | ---------------- | --------- | ---------------------------- |
| 2007 | Ricki-Lee Coulter | "Can't Touch It" | Camarero  | apareció en el video musical |

### Apariciones
| Año        | Programa                  | Notas                                               |
| ---------- | ------------------------- | --------------------------------------------------- |
| 2008, 2012 | The Wright Stuff          | 2 episodios - panelista invitado                    |
| 2008       | CelebAir                  | 8 episodios - invitado                              |
| 2007       | Soapstar Superstar        | episodio # 2.4                                      |
| 2006       | Australia's Brainiest Kid | concursante - episodio "Australia's Brainiest Idol" |
| 2006       | Thank God You're Here     | episodio # 1.2                                      |
| 2004       | Australian Idol           | participante                                        |

## Premios y nominaciones
| Año  | Categoría                                    | Premio                  | Serie      | Resultado |
| ---- | -------------------------------------------- | ----------------------- | ---------- | --------- |
| 2007 | King & Queen Of Teen (junto a Natalie Blair) | Dolly Teen Choice Award | Neighbours | Ganadores |
| 2006 | Most Popular New Male Talent                 | Logie Award             | Neighbours | Nominado  |